# Andreas Scholl
Andreas Scholl (Eltville, 1967. november 10. –) német operaénekes (kontratenor).

## Életpályája
Zenei tehetsége korán megmutatkozott kiváló énekesekből álló családjában. A szülőhelyéhez közeli Kiedrichben nevelkedett, ahol beíratták a gyermekkórusba. 13 éves korában Mozart Varázsfuvolájának "második fiú" szerepét énekelte, miközben az "első" fiú szerepét nővére énekelte.

## Díjai, elismerései
- Rheingau Musikpreis (2015)[7]

## Magánélete
Felesége Tamar Halperin zongoraművész, csemballista, zeneszerző. Egy kisvárosban élnek Németországban.